# Anobothrus glandularis
Anobothrus glandularis is een borstelworm uit de familie van de Ampharetidae. De wetenschappelijke naam van de soort werd voor het eerst geldig gepubliceerd in 1965 door Hartmann-Schröder.